# Kalitlaga
Kalitlaga is een bestuurslaag in het regentschap Banjarnegara van de provincie Midden-Java, Indonesië. Kalitlaga telt 1636 inwoners (volkstelling 2010).